# Großsteingrab Bakenhus
Das Großsteingrab Bakenhus ist eine megalithische Grabanlage der jungsteinzeitlichen Trichterbecherkultur (TBK) nahe dem Großenkneter Ortsteil Bakenhus im niedersächsischen Landkreis Oldenburg. Es trägt die Sprockhoff-Nummer 932.

## Lage
Das Grab befindet sich auf etwa halber Strecke zwischen Ahlhorn und Großenkneten, ungefähr 500 Meter nordöstlich von Bakenhus, unmittelbar südlich der von der K239 nach Osten abzweigenden Straße Bakenhuser Esch, in einem Wäldchen.

## Beschreibung

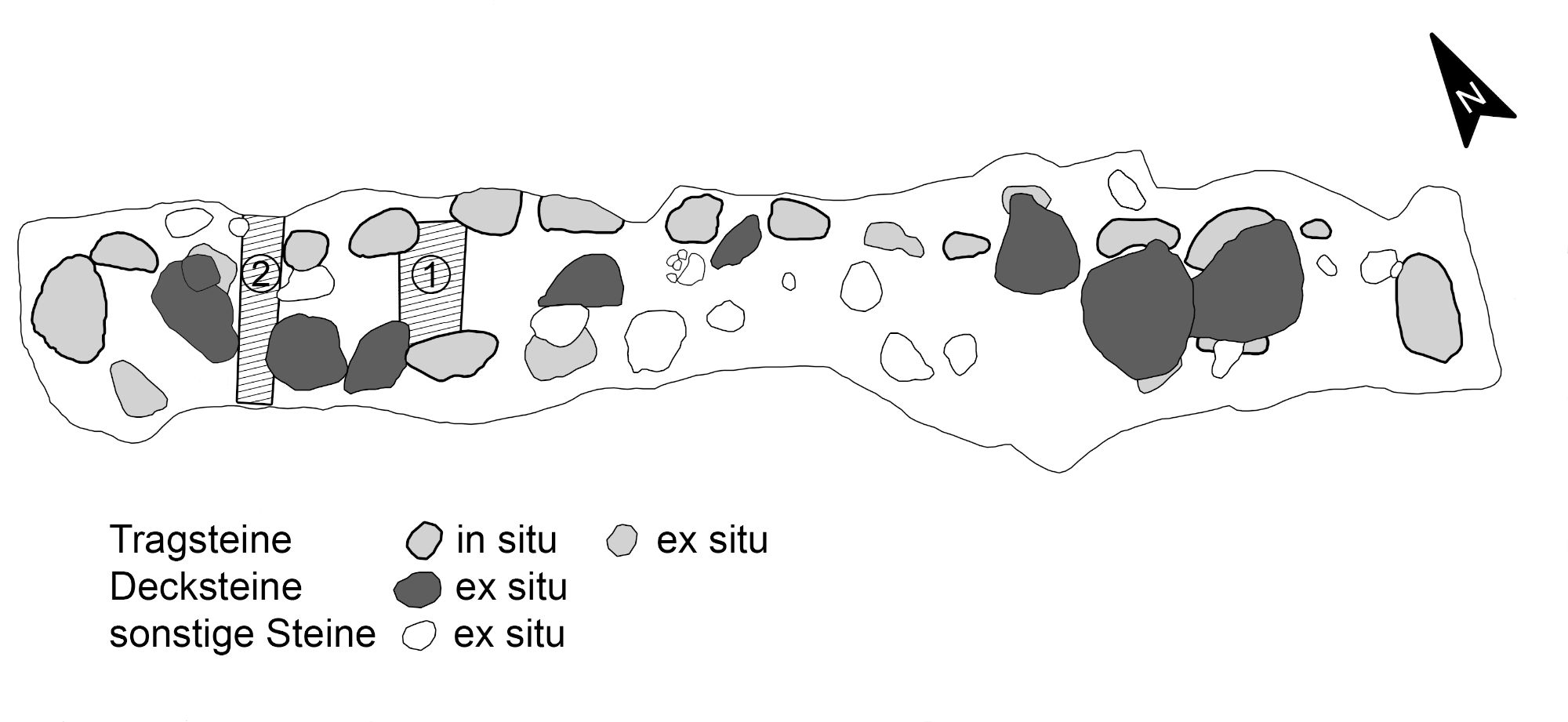
Grundriss des Großsteingrabs Bakenhus

Die Anlage ist Nordost-Südwest orientiert und erstreckt sich auf einer Länge von 25 Meter in einem langen, flachen Hügel. Das Grab wurde 1875 unter Schutz gestellt und 1896 erstmals beschrieben. Zu dieser Zeit war es noch fast völlig mit Erde überdeckt, auch Ernst Sprockhoff konnte bei seiner Aufnahme im Jahr 1930 nur einige Decksteine und einige an der Außenseite freigelegte Wandsteine ausmachen.
Eine großflächige Freilegung erfolgte erst 2005, als der Gemeindearchivar Dirk Faß gemeinsam mit einigen Jugendlichen das Grab von Büschen und Bäumen befreite. Dabei wurden oberflächlich aber auch größere Mengen Erde entfernt, was mit dem Landesamt für Denkmalpflege nicht abgestimmt war. Dieses führte 2007 eine Vermessung und Untersuchung durch. Diese ergab eine 23 Meter lange, bootsförmige Grabkammer, von der die Tragsteine der Schmalseiten, einige der nördlichen Langseite sowie einige Decksteine erhalten sind. Letztere sind zum großen Teil mutwillig zerstört worden, zum Teil sind Bohrungen für Sprengladungen zu erkennen. Die Position des Zugangs zur Grabkammer konnte nicht ausgemacht werden. Anhand der gefundenen Keramik konnte die Entstehung des in seiner Bootsform einzigartigen Grabes auf etwa 3200 bis 2950 v. Chr. datiert werden.